# 巴爾托伊沃克
巴爾托伊沃克是立陶宛維爾紐斯縣沙爾奇寧凱區市镇内的城市，位於市镇行政中心沙爾奇寧凱以西30公里，面積3.64平方公里，2012年人口1,030，其中約六成居民是波蘭人。